# Otis Turner
Otis Turner (né le 29 novembre 1862 à Fairfield, dans l'Indiana, et mort le 28 mars 1918 à Los Angeles, en Californie) est un réalisateur, scénariste et producteur de cinéma américain.

## Filmographie

### Comme réalisateur
- 1908 : Rip Van Winkle
- 1908 : The Fighting Parson
- 1908 : Damon and Pythias (+ acteur)
- 1908 : The Fairylogue and Radio-Plays (avec Francis Boggs)
- 1908 : Dr Jekyll and Mr Hyde
- 1909 : The Cowboy Millionaire (avec Francis Boggs)
- 1909 : The Christian Martyrs
- 1910 : The Courtship of Miles Standish
- 1910 : Le Magicien d'Oz (|The Wonderful Wizard of Oz)
- 1910 : The Common Enemy
- 1910 : Dorothy and the Scarecrow in Oz
- 1910 : The Land of Oz
- 1910 : The Range Riders (avec Francis Boggs)
- 1910 : The Way of the Red Man
- 1910 : Lost in the Soudan
- 1910 : Two Boys in Blue
- 1910 : John Dough and the Cherub
- 1910 : Justinian and Theodora
- 1911 : The Spy
- 1911 : The Witch of the Everglades
- 1911 : Back to the Primitive (avec Francis Boggs)
- 1911 : Jim and Joe
- 1911 : The Rose of Old St. Augustine
- 1911 : Captain Kate (avec Francis Boggs)
- 1911 : Jealous George
- 1911 : Life on the Border
- 1911 : The Totem Mark
- 1911 : Dad's Girls
- 1911 : The Wheels of Justice
- 1911 : The Two Orphans (avec Francis Boggs)
- 1911 : Maud Muller
- 1911 : How They Stopped the Run on the Bank
- 1911 : His Better Self
- 1911 : Lost in the Jungle
- 1911 : The Inner Mind
- 1911 : A Counterfeit Santa Claus
- 1912 : O'Brien's Busy Day
- 1912 : A Modern Highwayman
- 1912 : The Immigrant's Violin
- 1912 : The Right Clue
- 1912 : Far from the Beaten Track
- 1912 : Shamus O'Brien
- 1912 : The Man from the West
- 1912 : The Romance of an Old Maid
- 1912 : Tempted But True
- 1912 : The Loan Shark
- 1912 : The Lure of the Picture
- 1912 : Lady Audley's Secret
- 1912 : A Cave Man Wooing
- 1912 : The Peril
- 1912 : Up Against It
- 1912 : The Breakdown
- 1912 : The Schemers
- 1912 : Clownland
- 1912 : Before the White Man Came
- 1912 : Caught in a Flash
- 1912 : Winning the Latonia Derby
- 1912 : In Old Tennessee
- 1912 : Human Hearts
- 1912 : The Tribal Law
- 1913 : A Frontier Providence
- 1913 : Sheridan's Ride
- 1913 : The Wayward Sister
- 1913 : In Slavery Days
- 1913 : The Shadow
- 1913 : The Stolen Idol
- 1913 : Robinson Crusoe
- 1913 : La Case de l'oncle Tom (Uncle Tom's Cabin)
- 1913 : The Evil Power
- 1913 : Wandering Folk
- 1913 : Shon the Piper
- 1913 : Captain Kidd
- 1913 : The Primeval Test
- 1913 : The Boob's Dream Girl
- 1913 : The Tale of a Lonely Coast
- 1913 : Under the Black Flag
- 1913 : By Fate's Decree
- 1913 : The Dream
- 1913 : His Faithful Servant
- 1913 : The Buccaneers
- 1914 : The Cycle of Adversity
- 1914 : An Arrowhead Romance
- 1914 : For the Freedom of Cuba
- 1914 : One of the Bravest
- 1914 : Venus and Adonis
- 1914 : Captain Jenny, S.A.
- 1914 : By Radium's Rays
- 1914 : Won in the Clouds
- 1914 : Dangers of the Veldt
- 1914 : The Awakening
- 1914 : On the Verge of War
- 1914 : The Woman in Black
- 1914 : The Spy
- 1914 : On the Rio Grande
- 1914 : Prowlers of the Wild
- 1914 : The Sob Sister
- 1914 : At the Foot of the Stairs
- 1914 : An Awkward Cinderella
- 1914 : Circle 17
- 1914 : Through the Flames
- 1914 : Kid Regan's Hands
- 1914 : The Opened Shutters
- 1914 : Damon and Pythias
- 1914 : Called Back
- 1914 : The Big Sister's Christmas
- 1915 : The Flash
- 1915 : Changed Lives
- 1915 : The Black Box
- 1915 : From Italy's Shores
- 1915 : The Scarlet Sin
- 1915 : The Great Ruby Mystery
- 1915 : A Little Brother of the Rich
- 1915 : Business Is Business
- 1915 : The Frame-Up
- 1915 : The New Adventures of Terence O'Rourke
- 1915 : When a Queen Loved O'Rourke
- 1915 : The Road to Paradise
- 1916 : Langdon's Legacy
- 1916 : The Pool of Flame
- 1916 : The Gay Lord Waring
- 1916 : A Youth of Fortune
- 1916 : Hulda the Silent
- 1916 : A Son of the Immortals
- 1916 : The Seekers
- 1916 : The Whirlpool of Destiny
- 1916 : The Mediator
- 1917 : L'Île aux perles (The Island of Desire)
- 1917 : Melting Millions
- 1917 : High Finance
- 1917 : Le Camelot romanesque (The Book Agent)
- 1917 : Toujours de l'audace ! (Some Boy)
- 1917 : To Honor and Obey
- 1917 : The Soul of Satan

### Comme scénariste
- 1908 : Rip Van Winkle
- 1908 : The Fairylogue and Radio-Plays
- 1910 : John Dough and the Cherub
- 1910 : The Courtship of Miles Standish
- 1910 : The Roman
- 1910 : The Common Enemy
- 1911 : The Witch of the Everglades
- 1911 : Back to the Primitive
- 1911 : Jim and Joe
- 1911 : The Rose of Old St. Augustine
- 1911 : Ten Nights in a Bar Room
- 1911 : The Totem Mark
- 1911 : Dad's Girls
- 1911 : Maud Muller
- 1911 : The Two Orphans
- 1911 : How They Stopped the Run on the Bank
- 1911 : His Better Self
- 1912 : A Modern Highwayman
- 1912 : Far from the Beaten Track
- 1912 : Tempted But True
- 1913 : In Slavery Days
- 1914 : Won in the Clouds
- 1915 : The Black Box
- 1915 : The Great Ruby Mystery
- 1916 : The Whirlpool of Destiny
- 1916 : The Mediator

### Comme producteur
- 1913 : Shon the Piper
- 1915 : The Black Box
- 1915 : The New Adventures of Terence O'Rourke